# 布蘭登·弗雷澤 (花式滑冰運動員)

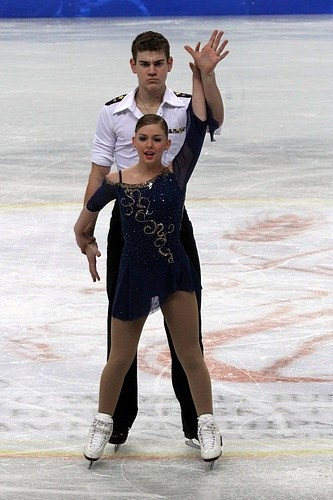
布兰登·米高·弗雷泽，2012年

布蘭登·米高·弗雷澤（英語：Brandon Michael Frazier，1992年11月19日—），美國花式溜冰運動員，與亞歷克莎·尼里姆搭檔成為2022年世界冠軍。他代表美國隊參加了中國舉行的2022年冬季奧林匹克運動會，並且在團體比賽上獲得金牌。